# Bergrennen Mickhausen

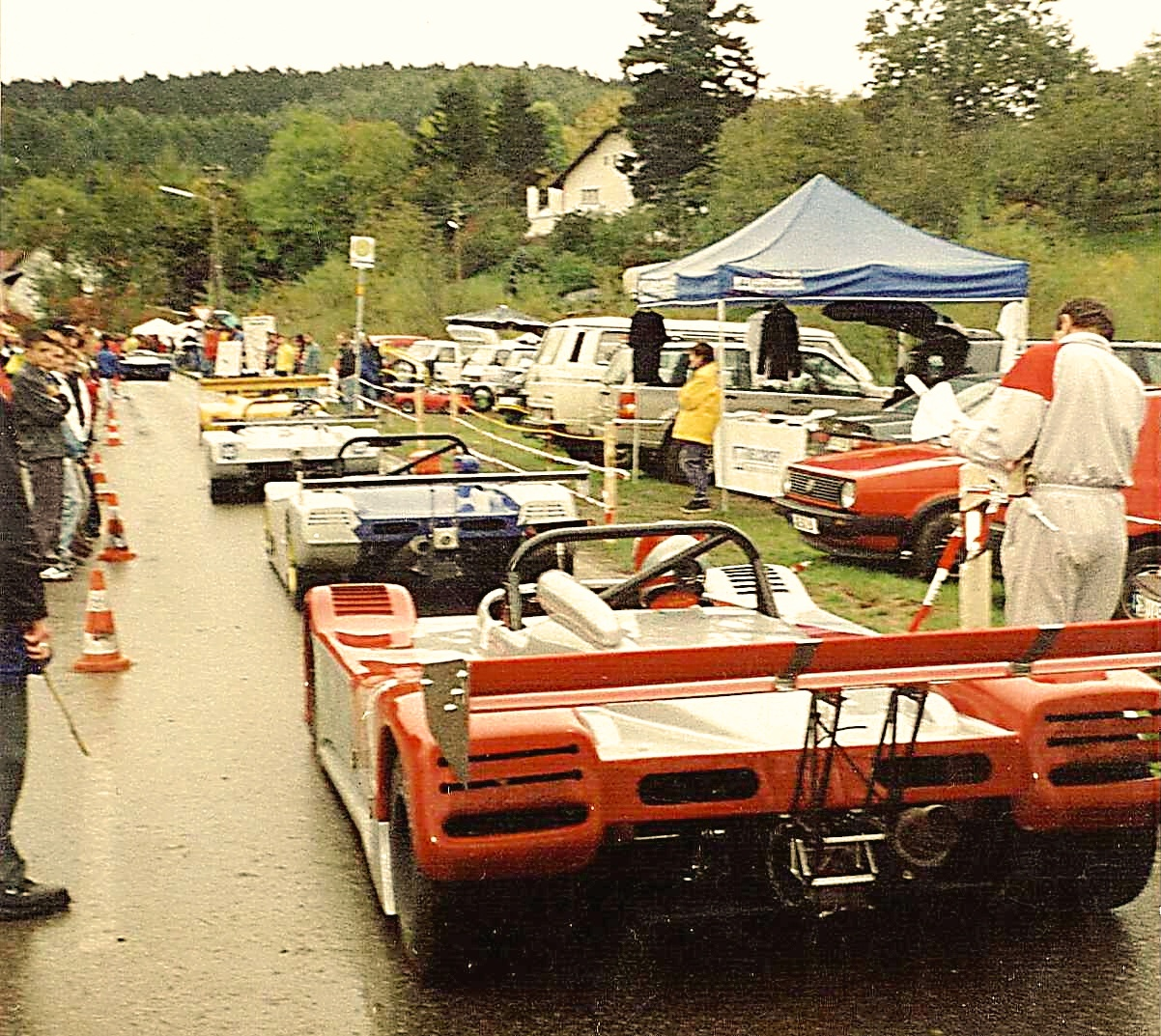
Startaufstellung im Mickhauser Ortsteil Münster (2001)

Das Bergrennen Mickhausen (ursprünglich Augusta Bergrennen) ist eine jährlich stattfindende Motorsportveranstaltung für Automobile. Das Bergrennen zählt für die Deutsche Meisterschaft und für verschiedene deutsche Pokale und Cups. Außerdem ist es das Saisonfinale für beide Regionen der FIA International Hill-Climb Challenge. Aufgrund der europäischen Prädikate, der grenznahen Lage Mickhausens und des späten Termins (Anfang Oktober), hat das Rennen eines der größten und bestbesetzten Starterfelder in Deutschland.
Der Austragungsort „Mickhauser Berg“ liegt bei Münster, einem Ortsteil von Mickhausen, im Südwesten des Landkreises Augsburg in Bayern. Ausrichter des Bergrennens ist seit 2001 der ASC Bobingen e.V. im ADAC.

## Strecke

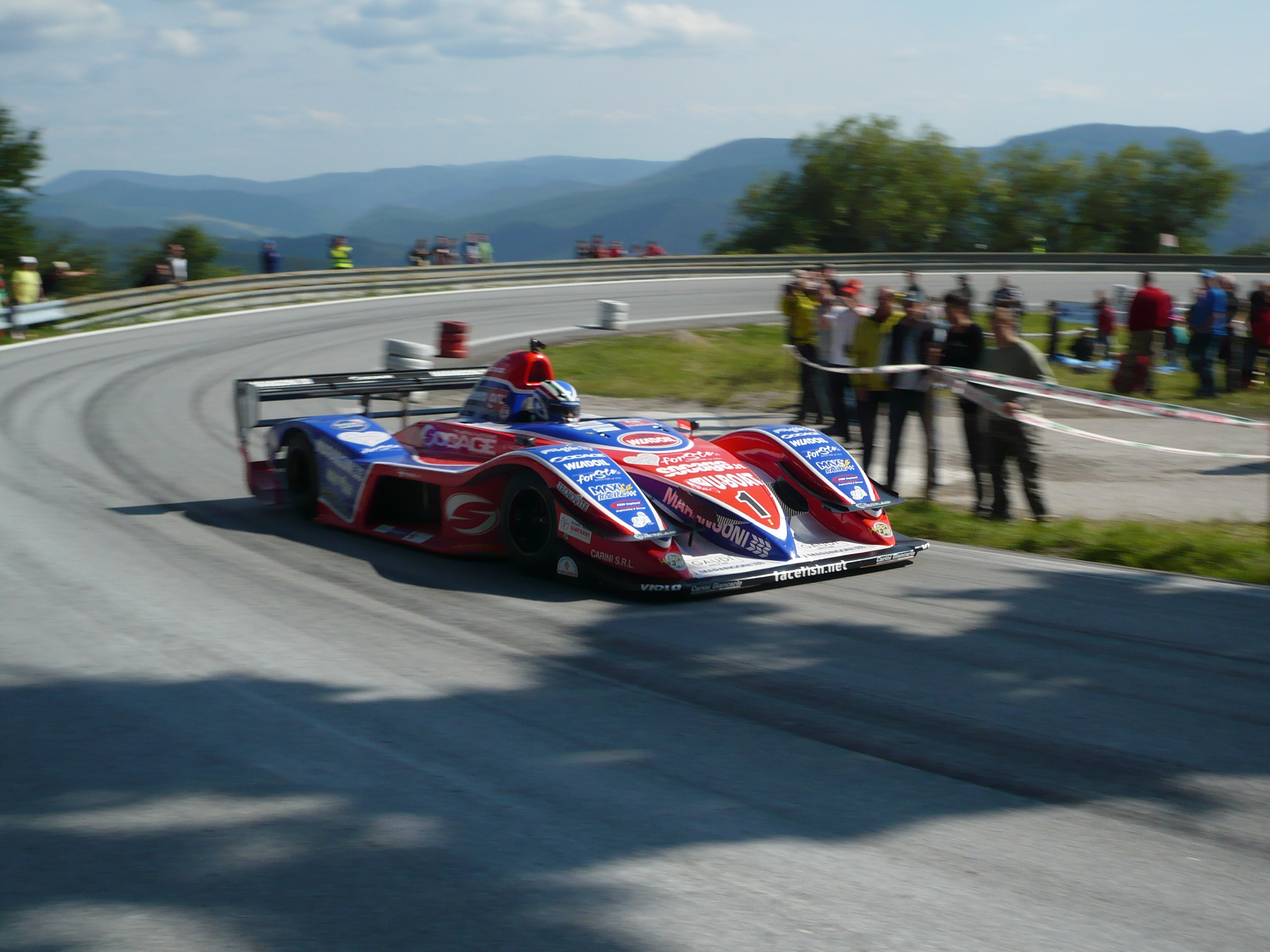
Faggioli 2012 in einem Osella FA 30 auf dem Dobšinský Kopec in der Slowakei

Die kurvenreiche Strecke ist Teil der Kreisstraße A16 von Münster nach Birkach. Ihre Länge beträgt 2.200 Meter und sie überwindet einen Höhenunterschied von 79 Metern (Starthöhe 519,5 Meter, Zielhöhe 598,5 Meter). Die Fahrbahn ist 6,5 Meter breit.
Die Rennwagen starten am Ortsausgang von Münster, fahren durch die Startkurve und erreichen mit Geschwindigkeiten von bis zu 230 km/h die Antoniusbuche. Von dort führt die Strecke in das sogenannte Karussell, eine enge Kurve, auf die nach kurzer Distanz eine Gegenkurve folgt. Anschließend führt ein relativ gerader Abschnitt, der erneut mit Höchstgeschwindigkeit befahren werden kann, zum Régal-S bei der Kapelle. Diese Passage ist nach Lionel Régal benannt, der 2010 bei einem Rennen im schweizerischen St. Ursanne verunglückte und zu dieser Zeit den Streckenrekord in Mickhausen hielt sowie fünffacher Gesamtsieger war. Zum Abschluss geht es durch eine Schikane ins Ziel am Waldausgang.
Ab 2007 lag der Streckenrekord bei 48,896 Sekunden, was einer Durchschnittsgeschwindigkeit von 162 km/h entspricht. Erreicht wurde diese Zeit von dem Franzosen Lionel Régal auf einem Formel-Nippon-Rennwagen vom Typ Reynard-Mugen 01L. Im Jahr 2011 verbesserte der Italiener Simone Faggioli diesen Rekord auf 46,903 Sekunden und erhöhte die Durchschnittsgeschwindigkeit damit auf 168,86 km/h. Faggioli fuhr einen Sportwagen-Prototyp Osella FA 30.
Tourenwagenrekord bei Streckenlänge von 1900 m, im Jahr 2005 durch Georg Plasa BMW 320 V8 Judd 45,092 Sekunden. Bei der Streckenlänge von 2200 m Länge fiel 2009 der Streckenrekord mit 51,669 Sekunden ebenfalls durch Georg Plasa mit BMW 320 V8 Judd.

## Geschichte
Das erste Rennen am „Mickhauser Berg“ fand am 12. September 1964 statt. Bei der Premiere der Veranstaltung, die von rund 40 Beamten der Landespolizei begleitet wurde, traten 100 Rennwagen an, während etwa 7000 Zuschauer das Geschehen vor Ort verfolgten. Gewinner des ersten Rennens war Karl Federhofer im Porsche Carrera mit einer Durchschnittsgeschwindigkeit von 113,6 km/h. Anschließend wurden bis 1985 auf der damals 2.100 Meter langen Strecke 20 Rennen ausgetragen. Sie galt zu dieser Zeit als schnellste deutsche Bergrennstrecke. Die Veranstaltungen trugen den Namen „Augusta“-Bergrennen. Sie wurden vom Deutsch-Amerikanischen-Sportfahrer-Club Augsburg e. V. im ADAC (kurz DASCA) ausgerichtet. Seit 1979 war der Automobil- und Motorsportclub Haunstetten e.V. im ADAC (kurz AMC Haunstetten) Mitveranstalter. 1982 wurde das Bergrennen abgesagt. Ab 1983 war der AMC Haunstetten alleiniger Veranstalter. Strengere behördliche Auflagen und steigende Kosten verhinderten ab 1986 die Weiterführung der Veranstaltung.
2000 kam bei einem Treffen des Münsterers Josef Hafner mit Wolfgang Glas jun., der ursprünglich durch das Augusta-Bergrennen zu diesem Sport gekommen war und aktiv viele Bergrennen fuhr, die Idee auf, das Bergrennen wieder zu aktivieren. W. Glas jun. stellte einen Antrag an die Gemeinde Mickhausen, das Rennen wieder ausführen zu dürfen, was einstimmig von der Gemeinde bejaht wurde. Durch positive Gespräche mit dem ASC Bobingen und Günter Hetzer, dem damaligen Vorsitzenden des Vereins, wurde gemeinsam beschlossen, das Rennen wieder zu aktivieren. Georg Plasa war damals ebenfalls eine große Unterstützung der Veranstaltung mit seinem Wissen und Können als erfolgreicher Bergrennfahrer. Der Name der Veranstaltung wurde auf Bergrennen Mickhausen geändert.
2001 wurde die Strecke mit einer Länge von 1.900 Metern vom ASC Bobingen wiederbelebt. Seitdem findet das Bergrennen Mickhausen wieder jährlich statt. 2004 war Mickhausen erstmals Austragungsort der FIA International Hill Climb Challenge. 2006 wurde die Rennstrecke auf 2.200 Meter verlängert. Bei diesem 26. Bergrennen 2006 kamen ca. 25.000 Zuschauer. In den Jahren 2020 und 2021 musste das Bergrennen aufgrund der Corona-Pandemie abgesagt werden.
Nach dem 41. Rennen gab der ASC Bobingen im Dezember 2024 bekannt, dass er als Veranstalter für das Rennen im nächsten Jahr nicht mehr zur Verfügung stehen werde. Gemäß Aussage des Organisationsleiters des Bergrennens wird eventuell ein neuer Verein gegründet, der die Organisation übernimmt. Bis zur endgültigen Klärung ist die Fortführung der Veranstaltung jedoch ungewiss.

## Sonstiges

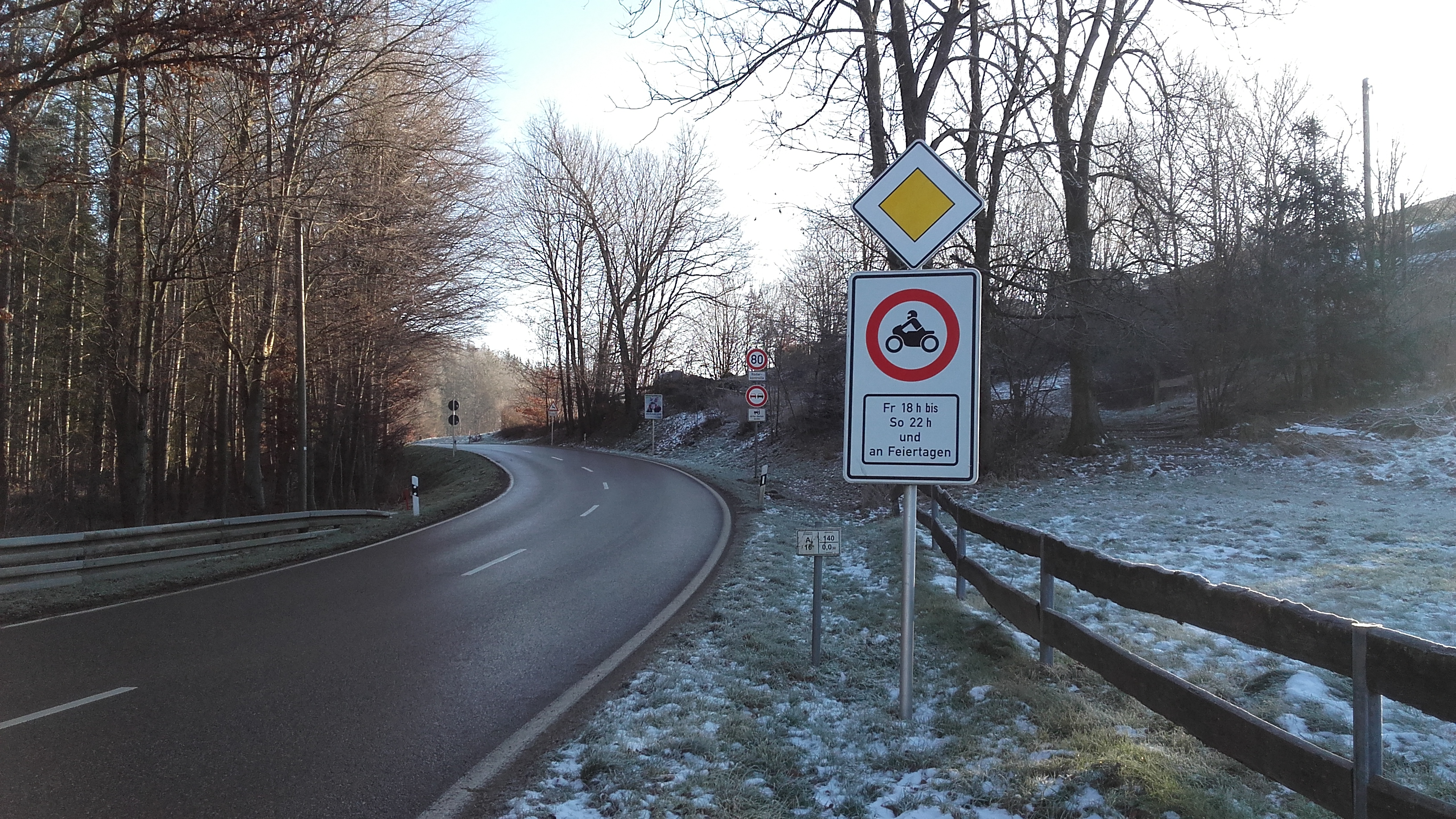
Der Streckenabschnitt ist zeitweise für Motorräder gesperrt

2003 führte Manuel Reuter seinen Opel Astra aus der DTM beim Bergrennen in Mickhausen vor, da sein damaliges Team Holzer Motorsport in der Nähe beheimatet ist.
Die Bergrennstrecke ist auch bei (Hobby-)Motorradfahrern sehr beliebt. Durch das erhöhte Aufkommen und teilweise riskante Fahrweise kommt es jedoch immer wieder zu Unfällen. Seit Anfang des Jahres 2019 ist die Rennstrecke daher am Wochenende (Freitag ab 18 Uhr bis Sonntag 22 Uhr) und an Feiertagen für Motorräder gesperrt.